# Frank Esposito
Frank Esposito (Francia, 13 de abril de 1971) es un nadador francés retirado especializado en pruebas de estilo mariposa, donde consiguió ser medallista de bronce olímpico en 1992 en los 200 metros.

## Carrera deportiva
En los Juegos Olímpicos de Barcelona 1992 ganó la medalla de bronce en los 200 metros mariposa, con un tiempo de 1:58.51 segundos, tras el estadounidense Melvin Stewart y el neozelandés Danyon Loader; seis años después, en el Campeonato Mundial de Natación de 1998 celebrado en Perth (Australia), ganó la medalla de plata en los 100 metros estilo , con un tiempo de 1:56.77 segundos, tras el ucraniano Denys Sylantyev  y por delante del estadounidense Tom Malchow.